# Paolo Spada
Paolo Spada (* 6. Oktober 1541 in Zattaglia bei Faenza; † 15. April 1631 in Faenza) war ein italienischer Kaufmann.
Er erwarb im Laufe seines Lebens ein umfangreiches Vermögen, das den Aufstieg der Familie Spada begründete. Seine Ernennung zum Generalschatzeinnehmer der Romagna und eine geschickte Familienpolitik, waren maßgebend für die Karrieren seiner zahlreichen Nachkommen. Im römischen Staatsarchiv befinden sich eine Reihe von Gerichtsakten, die belegen, dass sein Geschäftsgebaren nicht immer kaufmännischer Ethik entsprach.
Die Etablierung seiner Familie im italienischen Adel ist maßgeblich darauf zurückzuführen, dass er seinem drittgeborenen Sohn Bernardino Spada eine Karriere in der Kurie ermöglichte. Bernardo Spada erhielt bereits als 32-Jähriger den Kardinalshut und setzte diese einflussreiche Stellung für die weitere Förderung der Familie ein.